# ディズニージュニア
ディズニージュニア（Disney Jr.）は、ウォルト・ディズニー・ジャパンが運営している、子供向け番組の専門チャンネルである。
日本国内ではスカパー!（東経110度CS放送）、スカパー!プレミアムサービスにて配信されている。

## 概要
ディズニー・チャンネルの放送枠であったプレイハウスディズニーからリニューアルし、アメリカでは2012年3月23日、日本では2012年10月1日に開局。現在世界30カ国で視聴が可能な世界規模の子供向け番組専門チャンネル。ターゲットは2歳から7歳の子どもとその保護者。
ディズニー作品をはじめとしたテレビアニメが番組ラインナップの中心となるが、チャンネルとしてのジャンルはあくまで「教育」と位置づけられている関係上、EPG上では教育要素の強さに関わらずほぼ全ての番組が「趣味／教育」にカテゴライズされている（ディズニー・チャンネル通常枠から移動した番組は除く）。
ディズニージュニア開局にあたり、ディズニーXDのスカパー!e2（現・スカパー!）での放送は終了した。
番組によっては、放送時間を区切るゾーン編成を取っている。なお、時間帯についての記述はいずれも日本のもの（JST）である。
当チャンネル開局時、スカパー!プレミアムサービスでは配信されていなかったため、ディズニー・チャンネルでの時間帯によるゾーン展開は引き続き継続している。（これについての詳細は、「ディズニー・チャンネル」のページ内の「ディズニージュニア」の項目を参照の事）
画面サイズは、スカパー!は、2012年10月1日から2018年8月27日まで16:9（1.78:1）のワイドサイズのSD（標準画質）放送だったが、同年8月28日よりハイビジョン放送を開始。プレミアムサービスは、開始当初はSD放送だったが、2014年10月1日よりハイビジョン化した。

## 沿革
- 2012年10月1日 - 開局（当初はスカパー!（東経110度CS放送）のみだった）[1]。
- 2013年4月1日 - スカパー!プレミアムサービスでも放送開始した。（プレミアムサービスの衛星一般放送事業者は、スカパー・ブロードキャスティング）
- 2014年10月1日 - プレミアムサービスにてハイビジョン化。
- 2015年
  - 2月10日 - 『WATCH ディズニージュニア』が開始した（後に同年4月9日より、J:COMでも開始した）。
  - 6月1日 - J:COMオンデマンド見放題パックに『ディズニージュニア オンデマンド』の提供を開始した。
  - 9月1日 - J:COMにてハイビジョン化。
- 2016年
  - 1月1日 - チャンネル名称を「ディズニージュニア お子さま向けディズニー番組」に変更。
  - 11月1日 - J:COMオンデマンドによる『ディズニージュニア』は、J:COM TV スタンダードプラス/スタンダード加入者向けに追加料金なしで視聴可能な「チャンネル！オンデマンド」の提供を開始した。
  - 12月1日 - スカパー!プレミアムサービスの衛星一般放送事業者がスカパー・ブロードキャスティングからスカパー・エンターテイメントに変更。
- 2017年9月15日 - スカパー!の衛星一般放送事業者がブロードキャスト・サテライト・ディズニーからシーエス・ワンテン（テレビ朝日ホールディングス傘下）に変更[3][4]。
- 2018年
  - 8月28日 - スカパー!にてハイビジョン化[2]。
  - 10月1日 - チャンネル名称が「ディズニージュニア」に戻った。
- 2021年1月29日 - 『WATCH ディズニージュニア』が終了した[5]。
- 2023年3月31日 - 他のディズニー系3チャンネル[6]と共にひかりTVでの配信を終了[7]。

## "Disney Junior"のロゴについて
下記「放送番組」で列挙されている番組群の合間に、適当な番組の宣伝が頻繁に流れているが、それらの番宣の最後に現れるロゴのうち"Junior"の部分は紹介されている番組の登場人物やアイテムなどを表す仕様（各キャラが着ている服の模様などを表す場合が多い）に変化することがある。一例を挙げると次のとおりである。
| 番組名                                                     | J          | u        | n                    | i        | o            | r          |
| ---------------------------------------------------------- | ---------- | -------- | -------------------- | -------- | ------------ | ---------- |
| （基本のバージョン）                                       | 赤一色     | 同左     | 同左                 | ミッキー | 赤一色       | 同左       |
| （ミッキーマウス クラブハウス等の ミッキーマウス関連番組） | グーフィー | ミニー   | プルート             | ミッキー | ドナルド     | デイジー   |
| ミッキーマウスとロードレーサーズ                           | 同上       | 同上     | ミッキーのレースカー | 同上     | 同上         | 同上       |
| リトル・アインシュタイン                                   | アニー     | ロケット | ジューン             | レオ     | 太鼓         | クインシー |
| みんなヒーロー! ～ヒグリータウンのなかまたち～             | ユービー   | ウェイン | トゥインクル         | キップ   | ※            | フラン     |
| ジェイクとネバーランドのかいぞくたち                       | 地図       | 樽       | 宝箱                 | ジェイク | バッキーの舵 | スカリー   |
| ヘンリー・ハグルモンスター                                 | アイボー   | パパ     | ママ                 | ヘンリー | コビー       | サマー     |
| せいぶのねこキャリー                                       | ペック     | 箱       | スパーキー           | キャリー | ベース       | トビー     |

表中の※は「ヒグリータウンのヒーローとみなされた人物の後ろに現れる青い光」である。

### ロゴマーク
アメリカでは2024年6月1日よりDisney Jr.ロゴにリニューアルされたが、日本では同年11月1日よりリニューアル後のDisney Jr.ロゴが使用されている。

Disney Jr.ロゴ
Disney Jr.ロゴ（紫）
Disney Jr.ロゴ（黒）
D Jr.略称ロゴ
D Jr.略称ロゴ（黒）
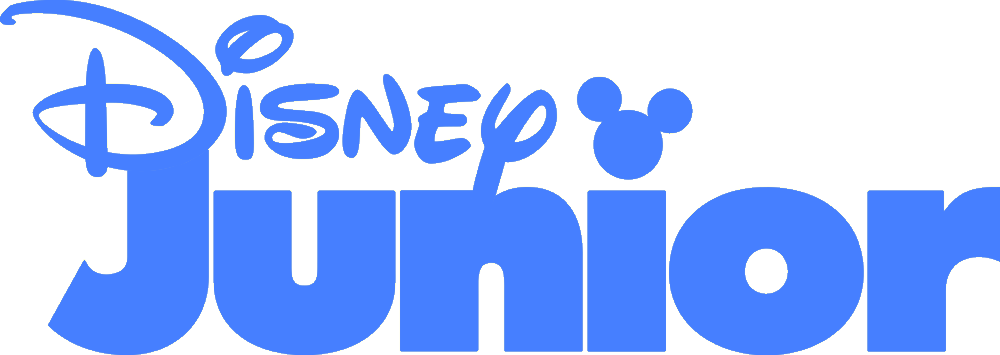
Disney Junior（青）
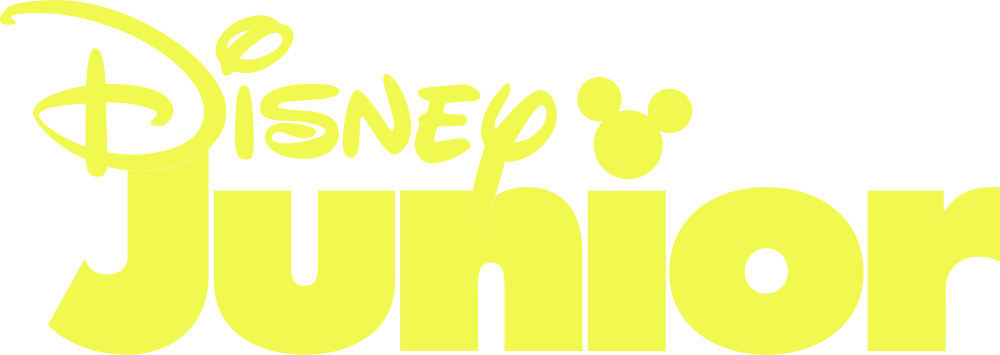
Disney Junior（黄）

## 放送番組
- 一部の番組を除いて英語版も放送される。●印は英語音声だけの放送がない番組。■は二ヶ国語字幕つきでの放送がない番組。★はDlifeでかつて放送されていた番組。☆はディズニー・チャンネルで放送だけの番組。
- 放送パターンは二カ国語音声で日本語字幕放送、二カ国語音声で二カ国語字幕放送、英語音声で日本語字幕放送の3パターンある。

### ディズニーアニメーションシリーズ
- アイアンマンとさいこうのなかまたち
- アバローのプリンセス エレナ★
- アラジンの大冒険★（ディズニー・チャンネル通常枠から移動）
- アリエル
- アリスとふしぎのくにのベーカリー
- おうこくのめいたんてい ミラ
- おしゃれにナンシー・クランシー
- おたすけマニー★
- おたすけマニーのオートバイ
- おとぎのもりのゴールディとベア
- かいけつ!チーム・チキン
- かわうそファミリー
- きんきゅうしゅつどう隊 OSO★
- キンダーガーデン・ミュージカル
- クワック・パック（トゥーン・ディズニー（現・ディズニーXD）から移動）
- ジェイクとネバーランドのかいぞくたち★
- ジャングル・ジャンクション
- ジョジョ・サーカス
- 新くまのプーさん★（ディズニー・チャンネル通常枠・トゥーン・ディズニー（現・ディズニーXD）から移動）
- スーパーキティ
- スーパーキティ ニャンダフル・チャージ
- スター・ウォーズ:ヤング・ジェダイ・アドベンチャー
- スタンリー★
- スパイディとすごいなかまたち
- せいぶのねこキャリー
- ダックテイルズ★
- チップとデールの大作戦★（ディズニー・チャンネル通常枠から移動）
- ドックのおもちゃびょういん
- ドックはおもちゃドクター
- トッツ とべ! あかちゃん おとどけたい
- ハイ・ホー7D●★（ディズニー・チャンネル通常枠から移動）
- パグ・パグ・アドベンチャー
- パップストラクション
- バニータウン■★
- バンピリーナとバンパイアかぞく
- 101匹わんちゃん（ディズニー・チャンネル通常枠から移動）
- 101匹わんちゃんストリート
- ひらめき!ユリーカ
- プーさんといっしょ
- ファイヤーバディ
- ブルーイ
- ヘンリー・ハグルモンスター
- マペット・ベビー
- ミッキーマウス クラブハウス★
- ミッキーマウス クラブハウス プラス
- ミッキーマウスとロードレーサーズ
- ミッキーマウス ファンハウス
- ミッキーマウス ミックス・アドベンチャー
- モーフルとまほうのペット
- ゆかいなみつばちファミリー
- よろしく!スパイディとすごいなかまたち
- よろしく!アイアンマンとさいこうのなかまたち
- ライオン・ガード★●
- ライオンキングのティモンとプンバァ（ディズニー・チャンネル通常枠から移動）
- ラプンツェル ザ・シリーズ★
- リトル・アインシュタイン
- リトル・マーメイド（TVシリーズ）★（ディズニー・チャンネル通常枠から移動）
- リロ・アンド・スティッチ ザ・シリーズ
- ロケッティア
- レスキューペット ロボゴボ

### その他のアニメーション
- イーハー!きょうりゅうぼくじょう
- ウーナとババの島
- オクトノーツと地上のミッション
- おさるのジョージ☆
- お助けキッズ！セイブアムス　(カートゥーン ネットワークから移動)
- おちゃのじかんにきたとら
- オリビア
- カズープ！
- カタツムリとくじら
- カリメロ●
- がんばれ!ルルロロ TINY☆TWIN☆BEARS
- きかんしゃトーマス（第21シリーズ以降）
- キーヤとキモージャヒーロー
- ギガントサウルス
- クリエイティブ・ギャラクシー
- ケイトとミンミン
- コアラ・ブラザーズ■
- こひつじのティミー■
- サラとダックン
- しゅつどう!パジャマスク
- しろくまのクロード■
- Sing×3♪ぼくら、バックヤーディガンズ!（ニコロデオンから移動）
- ズーとたのしいシマウマかぞく
- すすめ!オクトノーツ
- せんすいかんウーリー！
- ぞうのエラ
- ぞうのババール ～バドゥのだいぼうけん～
- チクタク・タウン☆
- ちびっこバス タヨ
- ちびっこマダガスカル
- チャーリーとローラ
- チャギントン
- 動物園通り64番地（キラキラパジャマ枠内）（カートゥーン ネットワークから移動）
- ドット
- ノディ おもちゃの国のめいたんてい
- ビートバグズ
- ビッケはちいさなバイキング
- PINKY DINKY DOO
- フラニーズ・フィート
- ヘイ!ダギー
- ペッパピッグ（カートゥーン ネットワーク版とは別吹き替え）
- ポストマン・パット■
- ポペッツタウン
- ポンポンポロロ　(シーズン3のみ)
- ママ・ミラベルのムービータイム
- みつばちマーヤ☆
- ムークのせかいりょこう
- もしもネズミにクッキーをあげると
- ライム・タイム・タウン
- リサとガスパール
- リトルロボット（カートゥーン ネットワークから移動）
- ローリー・ポーリー・オーリー
- ロボカーポリー●
- ワード・ワールド

### 実写
- アートアタック
- あそぼう! イマジネーション・ムーバーズ
- プラネット・イングリッシュ
- ぼくらとおいでよ!〜ワールド・アドベンチャー〜
- マイ・ディズニージュニア　第二期（マリカ、コージ、プカリ、[サンダー]）
- マイ・ディズニージュニア　第一期（マリカ、ダイスケ、キーボードマン）
- ディズニージュニア ドキュメンタリーのじかん
- アニマル・レスキューinアラスカ
- 動物界の意外なお友達 3 特別版
- 動物トリビア大公開 総集編 特別版
- 突撃!アニマルハンター
- プレーリードッグ・タウン
- ローマンのワンちゃんレスキュー

### ショートアニメ
上記で列挙された全アニメのうち適当な2作品の合間に放送される（月～金の昼12時半直前の1分程度を除く）。放送時間は1～3分程度。
- アニマ二マルズ
- アホイ!スカリーとあそぼう（ジェイクとネバーランドのかいぞくたちのスピンオフ作品）
- いっしょにあそぼう!パグ・パグ・タイム
- OOH AAH & YOU（ウー、アー、そしてキミ）
- ウィスカー・ヘイブン ～ロイヤルペットものがたり～
- ウィッフルとファズ
- うっかりペネロペ
- OLOBOB TOP
- きんきゅうしゅつどう隊 OSO げんきのための3つのじゅんばん（スピンオフ版）
- goomies
- くまのプーさん ちいさなぼうけん
- げんきにたべよう! キャプテン・カルロス
- こんにちは!ソフィア（ちいさなプリンセス ソフィアのスピンオフ作品）
- サム・サンドウィッチ
- スイスイ!フィジー!
- ZOOBABU
- ゼフロンクの楽しいキッチン
- TIGGA & TOGGA
- Dance-A-Lot Robot
- Disney ポエム・タイム
- dipdap
- small potatoes
- SOCKS
- Sweet Tweets
- ladybird and bee (テントウムシさんとハチさん)
- ドッグのしんさつファイル（ドックはおもちゃドクターのスピンオフ作品）
- 何の恐竜？（ギガントサウルス ショーツ）
- ニーナがまんできない
- ネリーとセザール
- バートとアーニーのだいぼうけん（セサミストリートのクレイアニメ版スピンオフ作品）
- ハッピー・モンスター・バンド
- ピートのペットあれこれ
- BIG BLOCK SINGSONG
- Boom & Reds
- ぼくチロ!
- マイキーとアル マナーをおぼえよう
- マニーのツール・スクール（おたすけマニーのスピンオフ作品）
- マペットベビーみてみてきいて
- マペット・タイム
- ミスターラビット
- ミニーのリボンショー（ミッキーマウス クラブハウスのスピンオフ作品）
- ミニーのリボンショー すてきなペットホテル（ミッキーマウス クラブハウス プラスのスピンオフ作品）
- みんなヒーロー! ～ヒグリータウンのなかまたち～（実写を含む版）
- やさいおうこくものがたり
- リタとナントカ
- ルーとルーのこどもパトロール隊
- ろばのトコちゃん(TRO TRO)
- wonder balls

### キラキラパジャマ
2014年4月1日から2019年3月31日まで存在したチャンネルとしてのディズニージュニア初の特別枠で、時間帯は毎日午後8時から11時の3時間。初代ラインナップは次のとおり（月～金／土・日の順）。最初に放送されたのは『おたすけマニー』である。2019年3月31日の放送分をもって終了し、5年間の歴史に幕を閉じた。最後に放送されたのは『ドット』である。
- 20：00～20：30 リトル・アインシュタイン ／ ドックはおもちゃドクター
- 20：30～21：00 オリビア ／ リトル・アインシュタイン
- 21：00～21：30 ムークのせかいりょこう ／ オリビア
- 21：30～22：00 フラニーズ・フィート ／ チャーリーとローラ
- 22：00～22：30 ママ・ミラベルのムービータイム ／ こひつじのティミー
- 22：30～23：00 しろくまのクロード ／ スタンリー

## 情報バラエティほか
- アートアタック●■
- あそぼう！ イマジネーション ムーバーズ
- ぼくらとおいでよ！～ワールド・アドベンチャー～■
- マイ・ディズニージュニア●■

### ディズニージュニア キラキラムービー
ファミリー映画を中心とした映画を放送する映画番組。最初に放送されたのは映画『ダンボ』である。以前は不定期だったが、2016年8月より、毎週日曜日に放送されている。以下に列挙された作品群は、『マジカル・ワールド・オブ・ディズニージュニア』時代から放送されていたものと『ディズニージュニア キラキラムービー』改称後に放送を開始したものが混在している。

#### ディズニー作品
- アトランティス/帝国最後の謎
- アラジン
- アラジン ジャファーの逆襲
- アラジン完結編 盗賊王の伝説
- おしゃれキャット
- オリバー ニューヨーク子猫ものがたり
- オリビアちゃんの大冒険
- きつねと猟犬
- きつねと猟犬2 トッドとコッパーの大冒険
- グーフィー・ムービー ホリデーは最高!!
- 史上最強のグーフィー・ムービー Xゲームは大パニック！
- くまのプーさん 完全保存版
- くまのプーさん クリストファー・ロビンを探せ!
- ティガー・ムービー プーさんの贈りもの
- くまのプーさん/みんなのクリスマス
- くまのプーさん 完全保存版II ピグレット・ムービー
- くまのプーさん ザ・ムービー/はじめまして、ランピー!
- くまのプーさん/ルーの楽しい春の日
- くまのプーさん/ランピーとぶるぶるオバケ
- くまのプーさん
- 三人の騎士
- ジェイクとネバーランドのかいぞくたち／かえってきたピーター・パン
- ジェイク バッキーをとりもどせ！
- ジミニー・クリケットのクリスマス
- ジャングル・ブック
- ジャングル・ブック2
- 白雪姫
- シンデレラ
- シンデレラII
- シンデレラIII 戻された時計の針
- ターザン2
- ダックテイル・ザ・ムービー/失われた魔法のランプ
- ダンボ
- ティンカー・ベル
- ティンカー・ベルと月の石
- ティンカー・ベルと妖精の家
- ティンカー・ベルと輝く羽の秘密
- ティンカー・ベルとネバーランドの海賊船
- ティンカー・ベルと流れ星の伝説
- 眠れる森の美女
- バンビ
- バンビ2 森のプリンス
- ビアンカの大冒険
- ビアンカの大冒険 ゴールデン・イーグルを救え!
- ピーター・パン
- ピーター・パン2 ネバーランドの秘密
- 美女と野獣
- 美女と野獣 ベルの素敵なプレゼント
- 美女と野獣 ベルのファンタジーワールド
- ふしぎの国のアリス
- プリンセスと魔法のキス
- ホーム・オン・ザ・レンジ にぎやか農場を救え!
- ポップアップ ミッキー/すてきなクリスマス
- 101匹わんちゃん
- 101匹わんちゃんII パッチのはじめての冒険
- ミッキー、ドナルド、グーフィーの三銃士
- ミッキーのクリスマスの贈りもの
- ミッキーマウス クラブハウス／まほうのことば
- ミッキーマウス クラブハウス／うちゅうたんけん
- ミッキーマウス クラブハウス／マジックきかんしゃ
- ミッキーマウス クラブハウス／ふしぎのくにのミッキー
- ライオン・キング
- ライオン・キング2 シンバズ・プライド
- ライオン・キング3 ハクナ・マタタ
- リトル・アインシュタイン／ひのとりを たすけよう
- リトル・マーメイド
- リトル・マーメイドII Return to The Sea
- リトル・マーメイドIII はじまりの物語
- リロ&スティッチ2
- ロビン・フッド
- ワンス・アポン・ア・スタジオ -100年の思い出-
- わんわん物語
- わんわん物語Ⅱ

#### その他の作品
- アヒルのラッキー
- エルモと毛布の大冒険
- おさるのジョージ
- おさるのジョージ2/ゆかいな大冒険!
- おさるのジョージ3/ジャングルへ帰ろう
- おさるのジョージ4/王子でござーる!
- おさるのジョージ5/めざせカウボーイ
- おさるのジョージ6 いざ出航!キャプテン・ジョージ
- カタツムリとくじら
- きかんしゃトーマス チャオ!とんでうたってディスカバリー!!
- きかんしゃトーマス おいでよ!未来の発明ショー!
- きかんしゃトーマス めざせ!夢のチャンピオンカップ
- きかんしゃトーマス オールスター☆パレード
- きかんしゃトーマス ミスティアイランド レスキュー大作戦!!
- グラファロのおじょうちゃん
- グラファロ　もりでいちばんつよいのは
- ケアベア お願いベアの願いごと！
- ケアベア ジョークタウンへの旅
- ケアベア　ずっこけベアの大冒険
- ケアベア　友達を助けよう
- こえだのとうさん
- ジャングル・ジャンクション/そらからきたともだち
- トゥートとパドル クリスマスはきみといっしょに
- ハイウェイ・ラット　嫌われおいはぎネズミ
- まじょとねこどん　ほうきでいくよ
- 見習いドラゴン　ゾク

### 特別編成
- ディズニージュニア ぎゃおぉ！ハロウィーン - 2012年10月13日（土）10:00-16:00 再放送：10月31日（水）16:00-22:00
二カ国語字幕付き。「ジェイクとネバーランドのかいぞくたち」など人気作品のハロウィーン・エピソードを13本連続放送。同一名称の企画が毎年放送され、2013年は10月19日と10月31日に放送（ただし放送時間はそれぞれ11時半～14時と18時半～21時、放送作品は順に「ドックはおもちゃドクター」「ジェイクとネバーランドのかいぞくたち」「ジャングル・ジャンクション」「ヘンリー・ハグルモンスター」「おたすけマニー」）、また2014年は10月11日には「ドックはおもちゃドクター」や「ちいさなプリンセスソフィア」など6番組を放送。

- リトル・アインシュタイン いくよ！ロケット・デー - 2012年11月3日（土）10:00-14:00
「リトル・アインシュタイン」の長編作品「リトル・アインシュタイン／ひのとりを たすけよう」を放送。その他のエピソードも放送。

- ハッピーバースデー！ミニーマウス - 2012年11月18日（日）10:00-15:00
ミッキーとミニーが活躍する「ミッキーマウス クラブハウス」から、ミニーの笑顔が光るエピソードを大特集。

- ディズニージュニアのクリスマス - 2012年12月9日（日）10:00-16:00 再放送：12月25日（火）16:00-22:00
「ミッキーマウスクラブハウス／マジックきかんしゃ」や「トゥートとパドル クリスマスはきみといっしょに」などをはじめ、クリスマス気分を盛り上げてくれる番組を毎年放送。

- がんばれジェイク！ピーター・パンがやってくる！ - 2012年12月10日（月）-14日（金）18:30-19:30
ピーター・パンの作品を集めたピーター・パン・ウィーク。チャンネル初放送となる「かえってきたピーター・パン」を含む9作品を放送。

- たんと！ディズニージュニア／ドックはおもちゃドクター - 2012年12月22日（土）9:30-12:00
ドックと動くおもちゃたちとのやり取りを通し、人やものをケアすることの重要性を教えてくれるストーリーを5話連続放送。

- ヒグリータウンのおしごとずかん - 2013年1月12日（土）10:00-13:00
郵便屋さんも消防士さんも、バスの運転手さんも、みんなが“ヒーロー”。街で働く“ヒーロー”のたちの活躍を一挙に3時間放送。

- ディズニージュニア ぐるぐるジャングル！ - 2013年1月27日（日）10：00-14:30
新番組「ジャングル・ジャンクション」の放送開始にちなみ、ジャングルをテーマにした特別編成を放送。放送番組はジャングル・ジャンクションのほか「リトル・アインシュタイン」、「ジェイクとネバーランドのかいぞくたち」、「Sing×3♪ぼくら、バックヤーディガンズ!」、「ライオンキングのティモンとプンバァ」、「スタンリー」、「ミッキーマウス クラブハウス」。

- ディズニージュニア わくわくバレンタイン - 2013年2月10日（日）11：30-15:30
人気のアニメーションシリーズから、バレンタインにちなんだエピソードを選りすぐって放送。放送番組は「ドックはおもちゃドクター」、「ジェイクとネバーランドのかいぞくたち」、「ミッキーマウス クラブハウス」、「ローリー・ポーリー・オーリー」、「おたすけマニー」、「リトル・アインシュタイン」、「ジョジョ・サーカス」、「みんなヒーロー! ～ヒグリータウンのなかまたち～」。
2014年にも同名の企画が2月11日（火）16：00-18：30に放送。番組名は順に「ミッキーマウス クラブハウス」「みんなヒーロー! ～ヒグリータウンのなかまたち～」「ドックはおもちゃドクター」「ヘンリー・ハグルモンスター」「おたすけマニー」。
- たんと！ディズニージュニア／スタンリー - 2013年2月16日（土）13:00-16:00
好奇心いっぱいのスタンリーと動物たちのふれあいが、家族や友達とはなにかを教えてくれるストーリーを3時間連続放送。

- すすめ！バッキー ジェイクのかいぞくせん - 2013年2月24日（日）17:00-19:30
スペシャルエピソード「ジェイクとネバーランドのかいぞくたち／ジェイクバッキーをとりもどせ」のチャンネル初放送を記念して、海賊船・バッキー号にまつわるエピソードを特別編成で放送。ショート番組「アホイ！スカリーとあそぼう」も初放送となる。

- さん！さん！サンデー ディズニージュニアのひなまつり - 2013年3月3日(日)10：00-14:00
ひなまつりの3月3日にお子さまに人気のアニメーションシリーズから、かわいい女の子キャラクターが主役のエピソードを毎年放送。放送番組は「ジェイクとネバーランドのかいぞくたち」、「ドックはおもちゃドクター」、「ミッキーマウス クラブハウス」、「リトル・アインシュタイン」。

- たんと！ディズニージュニア／ヘンリー・ハグルモンスター - 2014年1月26日（日）13:00-15:30
ヘンリー・ハグルモンスターとその家族や友人たちが毎回巻き起こすちょっとした騒動などを通じて、家族の絆や友情の大切さを説くストーリーを2時間半連続放送。

## その他
- スカパー!プレミアムサービス光では、帯域の関係上、配信されていなかったが、2021年2月1日より放送を開始した。（「スカパー!光パックHD」のみでのご契約となっている[8]）
- 2015年4月より、ディズニージュニアおよびディズニー・チャンネルのディズニージュニアゾーン内のCM枠を利用して『おたんじょうびアルバム』と称したコーナーを随時放送しているが、2021年11月以降はBSでは平日朝7時30分から始まる番組の後と朝10時から始まる番組の後、週末朝7時から始まる番組の後と朝9時30分から始まる番組の後に放送される。CSでは毎日朝10時から始まる番組の後と夕方18時から始まる番組の後に放送される[9]。誕生日を迎える視聴者から顔写真を募集し、ディズニージュニア関連番組のキャラクターが登場しアルバム形式で祝福するという内容。対象年齢は6歳以下（誕生日を迎えた時点）で、応募者の誕生日が毎月1～15日の場合は1～15日、16～月末の場合は16～月末にそれぞれ紹介される。募集は該当する誕生月（放送月）から2ヶ月前に実施される。